# Eubergia caina
Eubergia caina är en fjärilsart som beskrevs av Kirby 1892. Eubergia caina ingår i släktet Eubergia och familjen påfågelsspinnare. Inga underarter finns listade i Catalogue of Life.